# Pataricu
El pataricu és un ésser gegantesc antropòfag de la mitologia asturiana. Seria un ciclop guerrer.
Viuen a un país marítim llunyà indeterminat. Existeix la possibilitat que sigui una illa enfront de la costa d'ambdues aigües. Mengen els navegants que s'atansen a la costa. Tenen un olfacte delicadíssim que detecta les víctimes de ben lluny. Segons el mite, són monstres fantàstics que dominen els territoris inexplorats, sense límits ni por d'allò que desconeixen.